# NGC 1600
NGC 1600 是波江座的一個橢圓星系，離地球大約2億光年（6100萬秒差距）。由威廉·赫歇爾發現於1786年11月26日。
2016年4月6日，柏克萊加州大學天文學者馬中珮實驗團隊發現，在離地球僅2亿光年之外的中等星系NGC 1600中心，存在著一個超大質量黑洞，其質量為170億個太陽質量。

## 概要
雖然NGC 1600常被認為是孤立早期型星系，它的周圍仍有NGC 1601和NGC 1603等至少30個暗淡衛星系。NGC 1600的觀測資料顯示它的表面光度是盒狀等光強輪廓分佈，並有小幅旋轉。該星系光譜中的H-α譜線代表星系內有恆星形成的狀態，同時也是已知的X射線源之一。一般認為NGC 1600是早期星系合併的產物，年齡大約是46到88億年。

## 超大質量黑洞
NGC 1600中心附近的恆星呈瀰漫性分佈，這種現象是受到星系中心的黑洞所影響而形成。雖然 NGC 1600只是普通尺寸大小的星系，在NGC 1600中心有一個異常巨大的超大質量黑洞，其質量為170億個太陽質量。(M☉).在估算黑洞尺寸大小期間，人們發現其所處區域的星系數量很稀少。之前，通常只有在大型高密度星系團內部才會出現超大質量黑洞，而NGC 1600所處的只是一個中等星系團。這發現可能意味著，超大質量黑洞可能存在於先前被忽略的星系團內部，黑洞生長模型可能不正確或不完全。

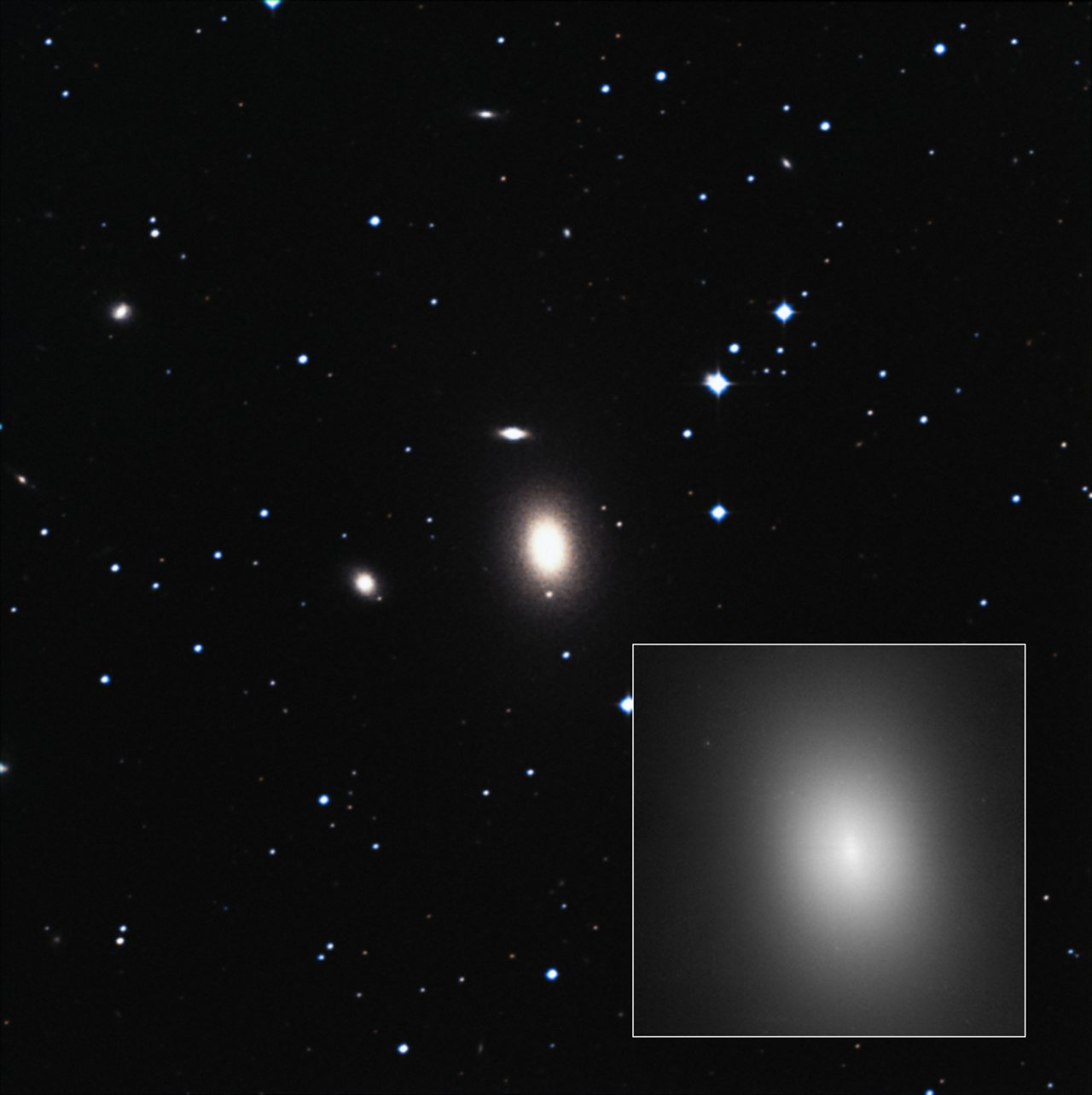
距地球2億光年之外的橢圓星系NGC 1600。